# Хайнрих II (Олденбург)
Вижте пояснителната страница за други личности с името Хайнрих II.
Хайнрих II фон Олденбург (на немски: Heinrich II von Oldenburg; † 1199 при Цезареа) е от 1167 г. граф на Олденбург-Вилдесхаузен.

## Биография
Той е третият син на граф Хайнрих I фон Олденбург († 1167) и съпругата му Салома фон Гелдерн († сл. 1167), дъщеря на граф Герхард II фон Гелдерн и Ермгард фон Цутфен. Брат е на Герхард I († 1219), епископ на Оснабрюк и архиепископ на Бремен и Ото I фон Олденбург († 1217), епископ на Мюнстер.
Хайнрих II се подчинява на Хайнрих Лъв. През 1167 г. той последва баща си в управлението, и е също херцогски управител за изгонените му братовчеди в Олденбург и фогт на фамилния манастир Растеде. Той се бие с фризите и съседите и заедно с Халермунд, братята на съпругата му, участва в третия кръстоносен поход 1189 – 1191 г. във войската на император Фридрих Барбароса.
Хайнрих умира през 1197 г. при Цезареа Маритима в Палестина, вероятно по време на кръстоносния поход на Хайнрих VI.

## Фамилия
Хайнрих II се жени за Беатрикс фон Халермунд († сл. 1194), дъщеря на граф Вилбранд I фон Локум-Халермунд († 1167) и Беатрикс фон Салм-Рейнек († сл. 1140), дъщеря на пфалцграф Ото I фон Салм. Те имат децата:
- Хайнрих III († 1234, убит в битка при Алтенеш), граф на Бруххаузен, женен за Ермтруд фон Шотен-Бреда († сл. 1234), дъщеря на граф Хайнрих II фон Бреда (de Schodis)
- Вилбранд († 1233), епископ на Падерборн (1211 – 1233) и Утрехт (1227 – 1233)
- Егилмар († 1217 в Светите земи), каноник в Мюнстер, пропст във Фризия
- Бурхард († 1233, убит), граф на Вилдесхаузен (1199 – 1233), женен за Кунигунда фон Шотен-Бреда, дъщеря на граф Хайнрих II